# Ruscino

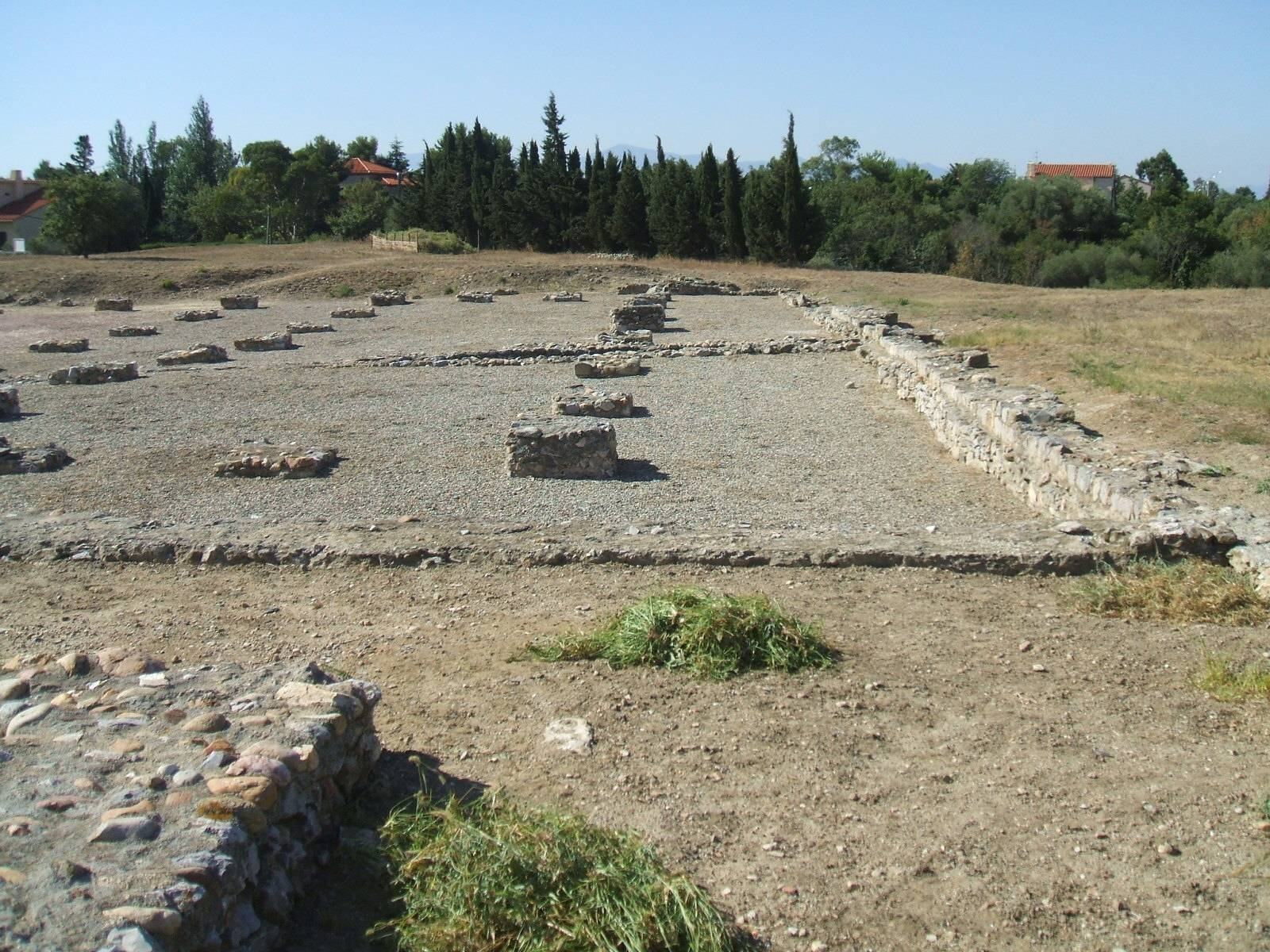
Ruscino, ciutat dels volques tectòsages situada a la Gàl·lia Narbonense

Ruscino (Ῥουσκινόν o Ῥουσκινών) fou una ciutat ibèrica i després romana dels volques tectòsages en la Gàl·lia Narbonense, molt a prop de l'actual Perpinyà, al marge d'un riu del mateix nom, actualment el Tet. Va ser arruïnada el 409 pels vàndals.
Les seves restes es van descobrir al segle xvii. Les excavacions, actualment visitables, van comencar segle xix i continuen fins avui. Estan situades just al costat de migdia del poble de Castell Rosselló i a prop del també jaciment de la comanda templera de Bajoles.
Quan Hanníbal va entrar a la Gàl·lia, va arribar a Iliberri (Elna) i d'allí a Ruscino, a la vora del riu del mateix nom, i prop d'un estany també anomenat Ruscino, propenc a la mar, abundós en peix. Pomponi Mela l'esmenta com a colònia romana (Col. Rus. Leg. VI). Plini el Vell l'anomena Oppidum Latinorum, de la qual cosa es dedueix que fou colònia de dret llatí.
Als itineraris apareix com a Ruscione. En la Taula de Peutinger també és mencionada. Més endavant, apareix sota el nom de Rosciliona. Correspon a Castell Rosselló o Torre del Rosselló, a la vora del Tet. La paraula Ruscino és probablement d'origen fenici, igual com Barcino, va donar nom al comtat del Rosselló. El llatí medieval Rosciliona o Ruscione va evolucionar vers Rosselló. Per a l'antic riu del mateix nom Ruscino, el geògraf Pomponi Mela menciona el riu Telis, que és probablement un error de transcripcióde Tetis, que va tonar Tet.
Entre les restes romanes de Ruscino foren trobades, a més, restes del Neolític, com abundosos fragments de ceràmica de pedra serpentina.